# Nicolas Monod

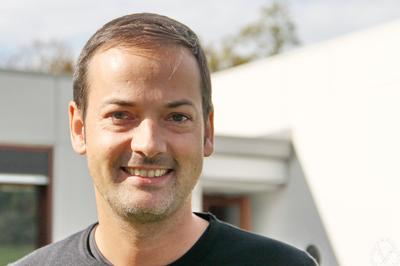
Nicola Monod

Nicolas Monod (* 29. November 1973 in Montreux) ist ein Schweizer Mathematiker.
Monod wuchs in Montreux auf und studierte an der ETH Zürich, an der er 2001 bei Marc Burger promoviert wurde (Continuous Bounded Cohomology of Locally Compact Groups) und dafür die ETH-Medaille erhielt. Als Post-Doktorand war er bis 2004 Dickson Instructor an der University of Chicago, an der er 2004 Assistant Professor wurde. 2005 wurde er Professor an der Universität Genf und 2008 an der École polytechnique fédérale de Lausanne. 2014 wurde er Direktor des Bernoulli-Center. Er ist Advanced Investigator des European Research Council.
Monod befasst sich mit geometrischer Gruppentheorie und Geometrie (unter anderem Cat(0)-Räume, wo ihm 2009 mit Pierre-Emmanuel Caprace bedeutende Fortschritte gelangen). 2013 gab er einfache Gegenbeispiele zur Von-Neumann-Vermutung (ob die Existenz freier Untergruppen Voraussetzung für paradoxe Zerlegungen vom Banach-Tarski-Typ sind). Das entspricht der Frage nach der Existenz nicht-mittelbarer (non amenable) Gruppen mit freien Untergruppen. Kompliziertere Beispiele gaben schon Anfang der 1980er Jahre Alexander Olschanski (Olshanskii) und Sergei Iwanowitsch Adjan.
Er war 2014/15 Präsident der Schweizerischen Mathematischen Gesellschaft.
2016 hielt er die Gauß-Vorlesung über das Banach-Tarski-Paradoxon. Er ist Fellow der American Mathematical Society, war Plenarsprecher auf deren Hauptversammlung, und war 2006 eingeladener Sprecher auf dem Internationalen Mathematikerkongress in Madrid (An invitation to bounded cohomology). 2015 erhielt er den Berwick-Preis.
Er ist Mitherausgeber von L’Enseignement mathématique, Journal of Topology and Analysis und Commentarii Mathematici Helvetici, sowie leitender Herausgeber von Groups, Geometry, and Dynamics

## Schriften
- Continuous bounded cohomology of locally compact groups, Lecture Notes in Mathematics 1758, Springer 2001
- mit Burger: Continuous bounded cohomology and applications to rigidity theory, GAFA, Band 12, 2002, S. 219–280
- Superrigidity for irreducible lattices and geometric splitting, Journal of the American Mathematical Society, Band 19, 2006, S. 781–814, Arxiv
- mit Yehuda Shalom: Orbit equivalence rigidity and bounded cohomology, Annals of Mathematics, Band 164, 2006, S. 825–878, Arxiv
- mit U. Bader, A. Furman, T. Gelander: Property (T) and rigidity for actions on Banach spaces, Acta Mathematica, Band 198, 2007, S. 57–105, Arxiv
- mit Alex Furman: Product group actions on manifolds, Duke Mathematical Journal, Band 148, 2009, S. 1–39, Arxiv
- mit Pierre-Emmanuel Caprace: Isometry groups of non-positively curved spaces, Teil 1, Structure theory, Teil 2, Discrete subgroups, Journal of Topology, Band 2, 2009, S. 661–700, 701–746, Arxiv, Arxiv, Teil 2
- mit Naturtaka Ozawa: The Dixmier problem, lamplighters and Burnside groups, Journal of Functional Analysis, Band 258, 2010, S. 255–259, Arxiv
- On the bounded cohomology of semi-simple groups, S-arithmetic groups and products, Journal für Reine und Angewandte Mathematik, Band 640, 2010, S. 167–202, Arxiv
- mit Michelle Bucher: The norm of the Euler class, Mathematische Annalen, Band 353, 2012, S. 523–544, Arxiv
- mit U. Bader, T. Gelander: A fixed point theorem for {\displaystyle L^{1}} spaces, Inventiones Mathematicae, Band 189, 2012, S. 143–148, Arxiv
- mit Kate Juschenko: Cantor systems, piecewise translations and simple amenable groups, Annals of Mathematics, Band 178, Nr. 2, 2013
- Groups of piecewise projective homeomorphisms, Proc. Nat. Acad. Sci., Band 110, 2013, S. 4527–4527